# Klaus Ohmsen
Klaus Ohmsen (* 16. Oktober 1935; † 2. Dezember 2012 in Hamburg) war ein deutscher Fußballschiedsrichter.
Bereits mit 19 Jahren begann Ohmsen als Mitglied des SC Urania Hamburg mit der Schiedsrichterei. 1954 legte er die Schiedsrichterprüfung ab. „Herr Ohmsen aus Hamburg“ war beim Start der Bundesliga am 24. August 1963 dabei und assistierte unter Gerhard Schulenburg als Linienrichter. Am 12. September 1964 debütierte er vor 60.000 Zusehern im Berliner Olympiastadion beim 0:0 zwischen Hertha BSC und Borussia Dortmund als Hauptschiedsrichter. Bis 1981 leitete er 131 Bundesligaspiele, dabei vergab er nur eine Rote und eine Gelb-Rote Karte.
1971 wurde er vom DFB der FIFA vorgeschlagen. Insgesamt obwaltete er bei zehn Länderspielen – offizielle Spiele der Olympiaqualifikation von 1972, der EM-Qualifikation 1976 und ein Spiel in Asien zur Qualifikation für die WM 1978 – und rund 25 Europacuppartien. 1974 nahm er als Linienrichter an der Fußball-Weltmeisterschaft in Deutschland teil (2 Einsätze). 1973 erhielt er die „Goldene Pfeife“ der Bild-Zeitung als bester deutscher Schiedsrichter. 1977 leitete er das Wiederholungsspiel des DFB-Pokalfinales, das der 1. FC Köln mit 1:0 gegen Hertha BSC gewann. 1979 musste er aufgrund von Knieverletzungen lange pausieren.
Ab 1980 zog sich der Barmbeker aus beruflichen Gründen vom internationalen Fußball zurück. Im Mai 1981, zwei Jahre vor Erreichen der Altersgrenze, verabschiedete er sich auch aus der Bundesliga. Vom DFB wurde er am Ende seiner Karriere zum Schiedsrichter des Jahres ernannt. Von 1981 bis 1994 arbeitete der für seinen Humor bekannte Klaus Ohmsen auf der Geschäftsstelle des Hamburger Fußball-Verbandes.